# Beauchamp Roding
Beauchamp Roding – wieś w Anglii, w hrabstwie Essex, w dystrykcie Epping Forest, w civil parish Abbess Beauchamp and Berners Roding. Leży 15 km na zachód od miasta Chelmsford i 40 km na północny wschód od Londynu. W 1931 roku civil parish liczyła 173 mieszkańców. Beauchamp Roding jest wspomniana w Domesday Book (1086) jako Roinges.